# Svenja Würth
Svenja Würth, född 20 augusti 1993, är en tysk backhoppare som ingick i det tyska lag som vann guld i den mixade lagtävlingen vid VM 2017.